# Burracoppin
Burracoppin is een plaats in de regio Wheatbelt in West-Australië.

## Geschiedenis
De oorspronkelijke bewoners van de streek waren Aborigines. Charles Cooke Hunt vermeldde 'Burancooping Rock' rond 1864 en groef er een waterput. De naam is aborigines van afkomst en zou "nabij een grote heuvel" betekenen. De plaats Burracoppin werd in 1891 officieel gesticht en naar de rots vernoemd. Het was een uitvalsbasis voor de goldrush naar de Yilgarn-goudvelden.
Tegen 1894 was Burracoppin het kopstation van de Eastern Goldfields Railway. Daarna werd de spoorweg tot Southern Cross en later tot Kalgoorlie doorgetrokken. Er werd een dam gebouwd om het water op te vangen dat van de Burancooping Rock liep als het regende. Het water werd gebruikt voor de stoomlocomotieven en als drinkwater.
In het begin van de 20e eeuw werd vanuit Burracoppin met de bouw van de rabbit-proof fence begonnen. Alle poorten werden naar de afstand die ze van Burracoppin lagen vernoemd. Zo stond Ten Miles Gate tien mijl ten noorden van Burracoppin.
In 1932 werden er twee graanzuigers in Burracoppin geplaatst om graan in bulk te kunnen vervoeren.

## 21e eeuw
Burracoppin maakt deel uit van het lokale bestuursgebied (LGA) Shire of Merredin, een landbouwdistrict. Burracoppin is een verzamel- en ophaalpunt voor de oogst van de graanproducenten uit de omgeving die bij de Co-operative Bulk Handling Group aangesloten zijn.
Burracoppin heeft een hotel en enkele recreatiefaciliteiten. In 2021 had Burracoppin 114 inwoners tegenover 322 in 2006.

## Transport
Burracopin ligt langs de Great Eastern Highway, 283 kilometer ten oosten van de West-Australische hoofdstad Perth, 317 kilometer ten westen van Kalgoorlie en 25 kilometer ten oosten van Merredin, de hoofdplaats van het lokale bestuursgebied waarvan het deel uitmaakt.
De Eastern Goldfields Railway loopt langs Burracoppin. De Prospector-treindienst van Transwa heeft er een vaste stop.

## Klimaat
Burracoppin kent een koud steppeklimaat, BSk volgens de klimaatclassificatie van Köppen. De gemiddelde jaarlijkse temperatuur bedraagt er 17,7 °C. De gemiddelde jaarlijkse neerslag ligt rond 330 mm.

## Varia
De detectiveroman Murder Down Under van Arthur W. Upfield speelt zich af in Burracoppin en omstreken.

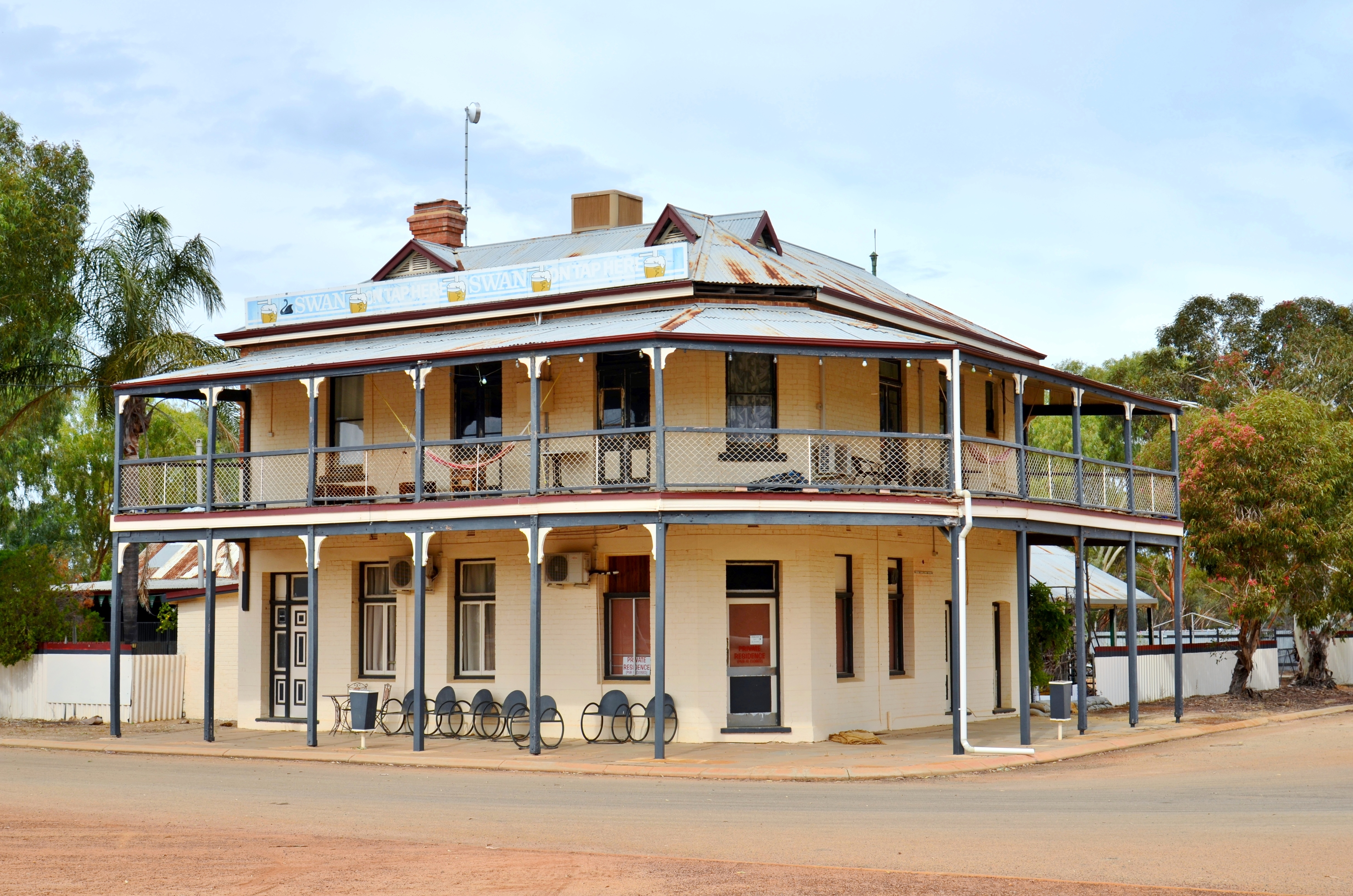
'Burracoppin Hotel'

Aldersyde · Amery · Ardath · Arthur River · Baandee · Babakin · Badgingarra · Badjaling · Bailup · Bakers Hill · Balkuling · Ballaying · Ballidu · Beacon · Beenong · Beermullah · Bejoording · Belka · Bencubbin · Bendering · Benjaberring · Beverley · Bilbarin · Bindi Bindi · Bindoon · Bodallin · Bolgart · Bonnie Rock · Boolading · Booraan · Brookton · Bruce Rock · Bullaring · Bullfinch · Bulyee · Bungulla · Buntine · Burakin · Burracoppin · Cadoux · Calingiri · Campion · Caraban · Carrabin · Cataby · Cervantes · Chandler · Chittering · Clackline · Cold Harbour · Congelin · Coomberdale · Copley · Corrigin · Cowcowing · Crossman · Cuballing · Culbin · Cunderdin · Dalwallinu · Dandaragan · Dangin · Darkan · Dattening · Dongolocking · Doodlakine · Dowerin · Dudinin · Dumbleyung · Duranillin · Dwarda · Ejanding · Elabbin · Erikin · Gabbin · Gingin · Goomalling ·  Grass Valley · Greenhills · Guilderton · Gwambygine · Harrismith · Highbury · Hines Hill · Holt Rock · Hyden · Jelcobine · Jennacubbine · Jennapullin · Jitarning · Jurien Bay · Kalannie · Karlgarin · Kellerberrin · Kondinin · Kondut · Koojan · Koolyanobbing · Koorda · Korbel · Korrelocking · Kukerin · Kulin · Kulja · Kulyaling · Kunjin · Kununoppin · Kweda · Kwelkan · Kwolyin · Lancelin · Lake Brown · Lake Grace · Lake King · Ledge Point · Manmanning · Marvel Loch · Meckering · Meenaar · Merredin · Miling · Minnivale · Mogumber · Mokine · Moodiarrup · Mooliabeenee · Moora · Moorine Rock · Moorumbine · Moulyinning · Mount Hardey · Mount Kokeby · Mount Walker · Muchea · Mukinbudin · Muntadgin · Nalya · Nangeenan · Narembeen · Narrogin · New Norcia · Newdegate · Nilgen · Nokaning · North Bannister · Northam · Nukarni · Nungarin · Pantapin · Piawaning · Piesseville · Pingaring · Pingelly · Pithara · Popanyinning · Quairading · Quindanning · Regans Ford · Seabird · Shackleton · Southern Cross · Spencers Brook · Tammin · Tincurrin · Toodyay · Trayning · Varley · Wagin · Walebing · Walgoolan · Wandering · Wannamal · Watheroo · Welbungin · West Dale · West Toodyay · Westonia · Wialki · Wickepin · Wilbinga · Williams · Wongan Hills · Woodridge · Wubin · Wundowie · Wyalkatchem · Yealering · Yelbeni · Yellowdine · Yilliminning · Yerecoin · York · Yorkrakine · Yornaning · Yoting · Youndegin